# AqTaylor

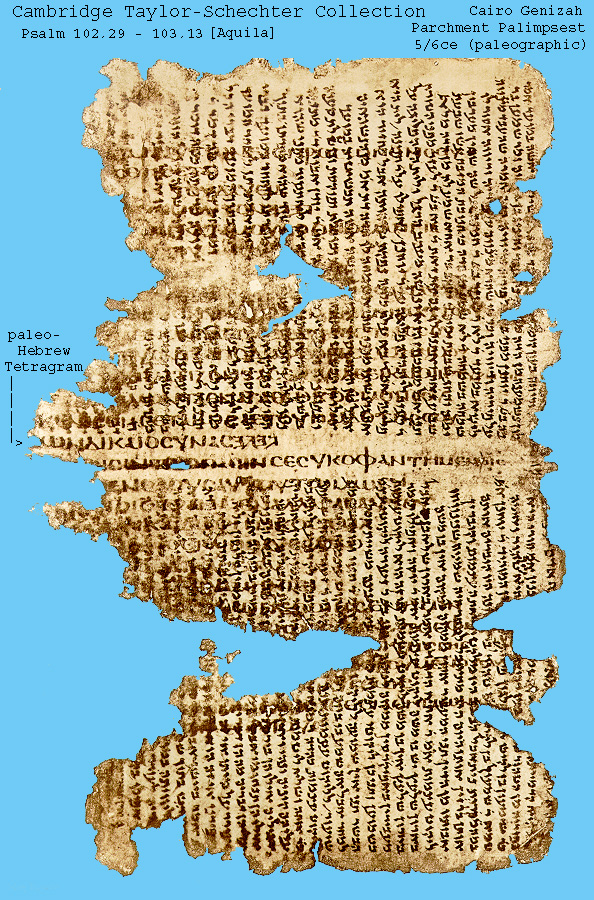
Palimpsesto Taylor-Schechter 12.188 con Salmos 102:29-103:13

La sigla AqTaylor designa a esa parte de la traducción de Aquila de Sinope de la Biblia hebrea que fue publicada en 1900 por Charles Taylor (1840–1908).
La sigla es análoga a "AqBurkitt", sigla que se refiere a la publicación por F. Crawford Burkitt en 1897 de otra manuscrito continente una parte diferente de la versión de Aquila.
Taylor descubrió esa parte de la obra de Aquila en algunos de los fragmentos de pergamino palimpsesto en la colección titulada ahora a él y a Solomon Schechter, la Colección Taylor-Schechter de la Universidad de Cambridge, la más grande e importante colección del mundo de manuscritos judíos medievales.

## Salmos en la versión Aquila
El estudio de Taylor tenía por objeto los textos, en la versión muy literal de Aquila, de los rsos de los Salmos 90:17; 91:1—92:10; 96:7—97:12; 98:3; y 102:16—103:13 (enumeración del Texto Masorético),
El texto de estos Salmos se encuentra en la parte subyacente de cuatro palimpsestos provenientes de la geniza (el depósito de archivos) de la Sinagoga Ben Ezra en El Cairo, Egipto (v. Geniza del Cairo), que en 1896 fueron llevados a la Universidad de Cambridge, Inglaterra, donde se conservan ahora como parte de la Colección Taylor-Schechter. Se trata de los catalogados con los números 12.186-188 y 78.412.

## Tetragrámaton
A pesar de estar escritos en griego, los textos de Aquila (non solo los de AqTaylor) generalmente representan el tetragrámaton con sus cuatro letras hebreas escritas en la forma arcaica del alfabeto paleohebreo (𐤉𐤄𐤅𐤄), pronunciada en griego como Κύριος (Señor). Orígenes observó que "no se debe ignorar que los griegos pronuncian el tetragrámaton como Κύριος y los judíos como Adonai [...] en las copias más esmeradas el nombre está escrito en letras hebreas, no las de la actualidad sino de la forma más antigua". Francis Crawford Burkitt comenta: "¿Puede haber alguna duda de que por 'las copias más esmeradas' Orígenes aquí se refiera a los manuscritos de la Versión de Aquila?"
Wilkinson dice: "Sabemos que la versión de Aquila usó el Tetragrammaton en escritura paleo-hebrea y no kurios. La evidencia proviene del palimpsesto Cairo Geniza de 3 y 4 Reinos en griego. [...] De la misma fuente se recuperaron también porciones de los Salmos 9–103 [...] Burkitt tuvo la agudeza de observar que el Tetragrámaton paleo-hebreo aquí se leía (es decir, se pronunciaba) como kurios, ya que en un lugar de los fragmentos de Aquila, donde no había espacio para escribir "en la Casa de yhwh", el escriba escribió (usando la abreviatura ku con un macron sobre la u) "en la Casa del Señor (kuriou)"."